# Cocotla
Cocotla är en ort i Mexiko.   Den ligger i kommunen Xochiatipan och delstaten Hidalgo, i den sydöstra delen av landet, 180 km nordost om huvudstaden Mexico City. Cocotla ligger 589 meter över havet och antalet invånare är 318.
Terrängen runt Cocotla är kuperad. Runt Cocotla är det ganska tätbefolkat, med 116 invånare per kvadratkilometer. Närmaste större samhälle är Xochiatipan de Castillo, 5,0 km söder om Cocotla. I omgivningarna runt Cocotla växer huvudsakligen savannskog.